# There’s No Other Way
«There’s No Other Way» — второй сингл группы Blur с дебютного альбома Leisure, который вышел 15 апреля 1991 года. Сингл поднялся до 8-й позиции в чарте синглов Великобритании.
Британский журнал New Musical Express включил данную композицию в свой список «500 величайших песен всех времён», разместив её на 389-й позиции.

## Релиз
Песня стала первым синглом группы, попавшим в 10-ку лучших песен в Великобритании, добравшись до 8-й позиции в хит-параде UK Singles Chart. Тем не менее сингл добрался лишь до 82-й позиции в хит-параде Billboard Hot 100 и до 5-й позиции в хит-параде Billboard Modern Rock Tracks.

## Факты
В 1991 году лидер группы Nirvana Курт Кобейн называл данную песню в числе своих любимых.

## Чарты
| UK Top 75 (1991) | Высш. место |
| ---------------- | ----------- |
| UK Singles Chart | 8           |

## Варианты изданий
- CD and US CD

1. «There’s No Other Way»
2. «Inertia»
3. «Mr Briggs»
4. «I’m All Over»

- 7" and Cassette

1. «There’s No Other Way»
2. «Inertia»

- 12" remix (released 29 April)

1. «There’s No Other Way» (12" remix)
2. «Won’t Do It»
3. «Day Upon Day» (Live at Moles Club, Bath)

- 12"

1. «There’s No Other Way (Extended Version)»
2. «Inertia»
3. «Mr Briggs»
4. «I’m All Over»

## Продюсирование
- «There’s No Other Way»  — продюсер Стивен Стрит
- «Inertia», «Mr Briggs», «I’m All Over» и «Won’t Do It» - Blur